# Erlspitzgroep

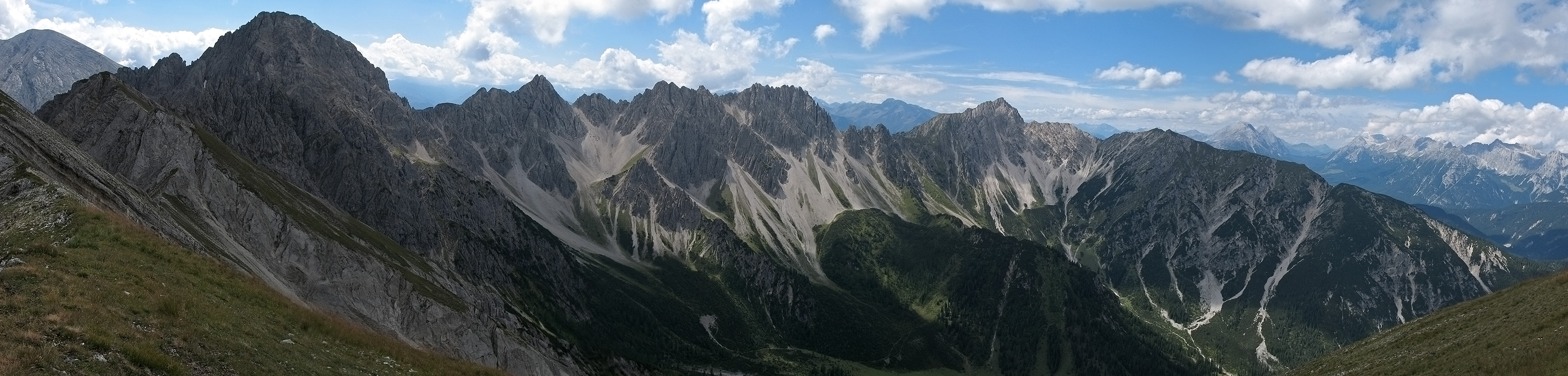
De westelijke zijde van de Erlspitzgroep

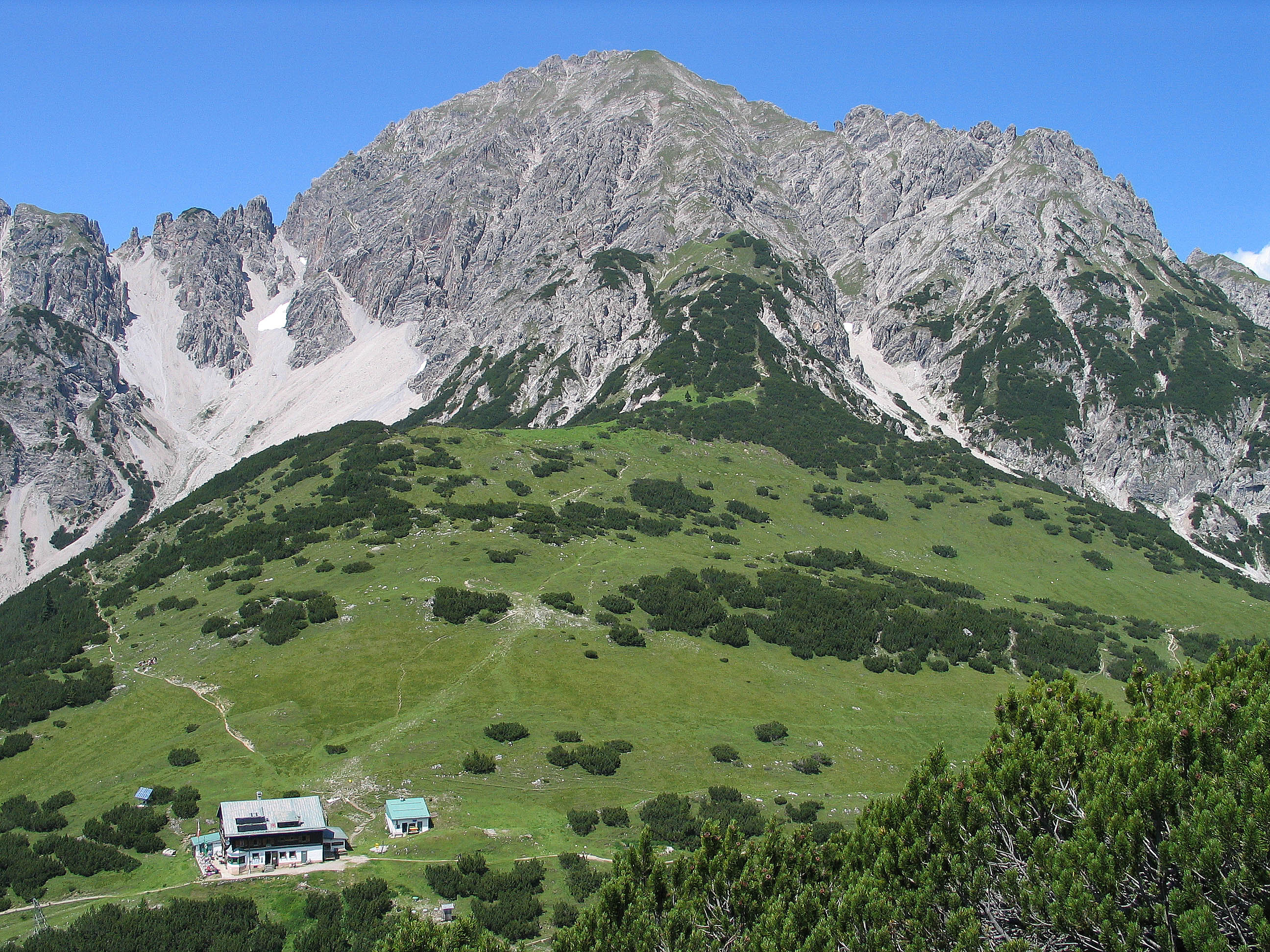
Het Solsteinhaus met op de achtergrond de 2404 meter hoge Erlspitze

De Erlspitzgroep, ook wel bekend als Seefeldergroep, is een kleine zuidwestelijke zijketen van het Karwendelgebergte in de Oostenrijkse deelstaat Tirol, ten oosten van Seefeld. De keten sluit via de Erlsattel op de Inndalketen aan. De bergketen omsluit in de vorm van een hoefijzer het Eppzirler Tal. Alhoewel de Erlspitzgroep zich in de Karwendel en dus in de Noordelijke Kalkalpen bevindt, bestaat de bergketen grotendeels uit dolomiet.
De belangrijkste bergtoppen in de Erlspitzgroep kennen een hoogte van ongeveer 2100 tot 2400 meter. De belangrijkste daarvan is de Erlspitze (2404 meter), waarnaar de keten vernoemd is. De toppen van de keten zijn goed ontsloten door de Mittenwaldspoorlijn, die Innsbruck verbindt met Garmisch-Partenkirchen.

## Bergtoppen
- Erlspitze (2404 meter)
- Reither Spitze (2374 meter)
- Freiungspitzen (2332 meter)
- Kuhljochspitze (2297 meter)
- Härmelekopf (2224 meter)
- Seefelder Spitze (2221 meter)
- Fleischbanktürme (2216 meter)
- Fleischbankspitze (2206 meter)
- Samstagkarspitze (2196 meter)
- Karlspitze (2174 meter)
- Jochrinnerspitze (2100 meter)
- Kreuzjöch (2043 meter)